# NGC 1410
NGC 1410 é uma galáxia elíptica (E) localizada na direcção da constelação de Taurus. Possui uma declinação de -01° 17' 55" e uma ascensão recta de 3 horas, 41 minutos e 10,8 segundos.
A galáxia NGC 1410 foi descoberta em 17 de Janeiro de 1855 por William Parsons.